# Yony Barrios
Yony Barrios (Aldea las cruces San Carlos Sija, Quetzaltenango Guatemala; 19 de mayo de 2002) es un futbolista quetzalteco  que actualmente milita a préstamo en el Sija F.C de la Segunda División de Guatemala.

## Trayectoria
Yony ha sido formado desde categorías menores por el club Xelajú Mario Camposeco. Yoni haría su debut en Liga Nacional el 4 de septiembre de 2021 en el partido que Xelajú Mario Camposeco le ganaría a Club Social y Deportivo Sololá en un marcador 2-0 en el Estadio Mario Camposeco.

## Clubes
| Club              | País      | Año                |
| ----------------- | --------- | ------------------ |
| Xelajú MC         | Guatemala | 2021 - 2023        |
| Sija F.C (cedido) | Guatemala | 2023 - Actualmente |

## Palmarés

### Campeonatos nacionales
| Título             | Club      | País      | Año  |
| ------------------ | --------- | --------- | ---- |
| Torneo de Clausura | Xelaju MC | Guatemala | 2023 |